# Альмерія (футбольний клуб)
«Альме́рія» (ісп. Unión Deportiva Almería) — професійний іспанський футбольний клуб, який виступає в Ла Лізі.

## Історія
Попередником клубу є футбольний клуб «Агрупасьон Депортіво Альмерія» (ісп. Agrupación Deportiva Almería), який був заснований 1971 року. Ряд спортивних невдач і фінансові проблеми призвели до того, що 1982 року клуб був розформований. Через сім років (1989 року) був заснований футбольний клуб «Футбольний клуб Альмерія» (ісп. Almeria Club de Fútbol). 2001 року відбулось об'єднання з клубом «Полідепортіво Альмерія» (ісп. Polideportivo Almeria) і назва набула сучасного звучання — «Альмерія» (ісп. Unión Deportiva Almería). У цей час цей клуб є одним з наймолодших професійних футбольних клубів Іспанії. Команда базується в місті Альмерія — столиці однойменної провінції на південному сході Іспанії.

## Стадіон
Основний стадіон клубу — «Естадіо Медитерранно» (ісп. Estadio del Mediterráneo), місткістю 25000 глядачів. Стадіон був побудований 2005 року спеціально до 15-х Середземноморських ігор, в рамках цього заходу на стадіоні пройшли різні спортивні змагання, а також церемонії відкриття і закриття.

### Рекорди
- Найбільші перемоги (в Ла Лізі)
  - вдома: Альмерія 3:0 Вільярреал; Альмерія 3:0 Гранада.
  - на виїзді: Севілья 1:4 Альмерія.
- Найбільші поразки (в Ла Лізі)
  - вдома: Альмерія 0:8 Барселона,
  - на виїзді: Реал Мадрид 8:1 Альмерія.
- Найкращі бомбардири
  - за всю історію: Франсіско — 41 гол,
  - у Прімері: Альваро Негредо — 32 голи.